# Accretio
Accretio is een kunstwerk dat de samensmelting van Laarbeek symboliseert. Het beeld werd ontworpen door beeldend kunstenaar Ron van de Ven uit Tilburg. De opdrachtgevers voor dit project waren: de provincie Noord-Brabant, de gemeente Laarbeek en de brouwerij Bavaria. Het kunstwerk werd geplaatst in 2004 en onthuld door de commissaris van de Koningin van Noord-Brabant Maij-Weggen. Het is geplaatst op een centrale plek voor de gemeente: op de rotonde van de Provinciale weg N615 en de Beekseweg in Lieshout.

## Structuur
Het kunstwerk heeft een sokkel van vier zijden, als symbool voor de vier plaatsen Aarle-Rixtel, Beek en Donk, Lieshout en Mariahout, met daarboven een ronde lijn die de gezamenlijke organische groei van de gemeente Laarbeek uitbeeldt. Door de ronde vorm, gecombineerd met de ligging tussen de gebouwen van de bierbrouwerij, staat het ook wel bekend als de "kroonkurk".